# Ebergisl von Minden
Ebergisl (auch Ebergisus oder Eberis) († 18. Oktober 950) war von 927 bis zum 18. Oktober 950 Bischof von Minden.
Wie sein Vorgänger musste er sich im Bistum der andauernden Ungarneinfälle erwehren. Die Magyaren zerstörten während seiner Zeit als Bischof die Klöster Obernkirchen und Visbek. In Obernkirchen brannten sie 936 die Klostergebäude nieder und töteten die 120 Nonnen. In Minden zerstörte 947 ein Feuer den ersten, karolingischen Dom, dessen ottonischer Nachfolgebau von seinem Nachfolger Bischof Helmward geweiht wurde. Ebergisl nahm an der Universalsynode von Ingelheim teil.